# Dorycnopsis abyssinica
Dorycnopsis abyssinica är en ärtväxtart som först beskrevs av Achille Richard, och fick sitt nu gällande namn av Vadim Nikolaevich Tikhomirov och Dmitry Dmitrievich Sokoloff. Dorycnopsis abyssinica ingår i släktet Dorycnopsis och familjen ärtväxter. Inga underarter finns listade i Catalogue of Life.